# Belver e Mogo de Malta
Belver e Mogo de Malta (llamada oficialmente União das Freguesias de Belver e Mogo de Malta) es una freguesia portuguesa del municipio de Carrazeda de Ansiães, distrito de Braganza.

## Historia
Fue creada el 28 de enero de 2013 en aplicación de una resolución de la Asamblea de la República de Portugal promulgada el 16 de enero de 2013 con la unión de las freguesias de Belver y Mogo de Malta, pasando su sede a estar situada en la antigua freguesia de Belver.

## Demografía
| Gráfica de evolución demográfica de Belver e Mogo de Malta entre 2011 y 2021 |
|                                                                              |
| Datos según el nomenclátor publicado por el INE portugués.                   |